# Sabine Smentek

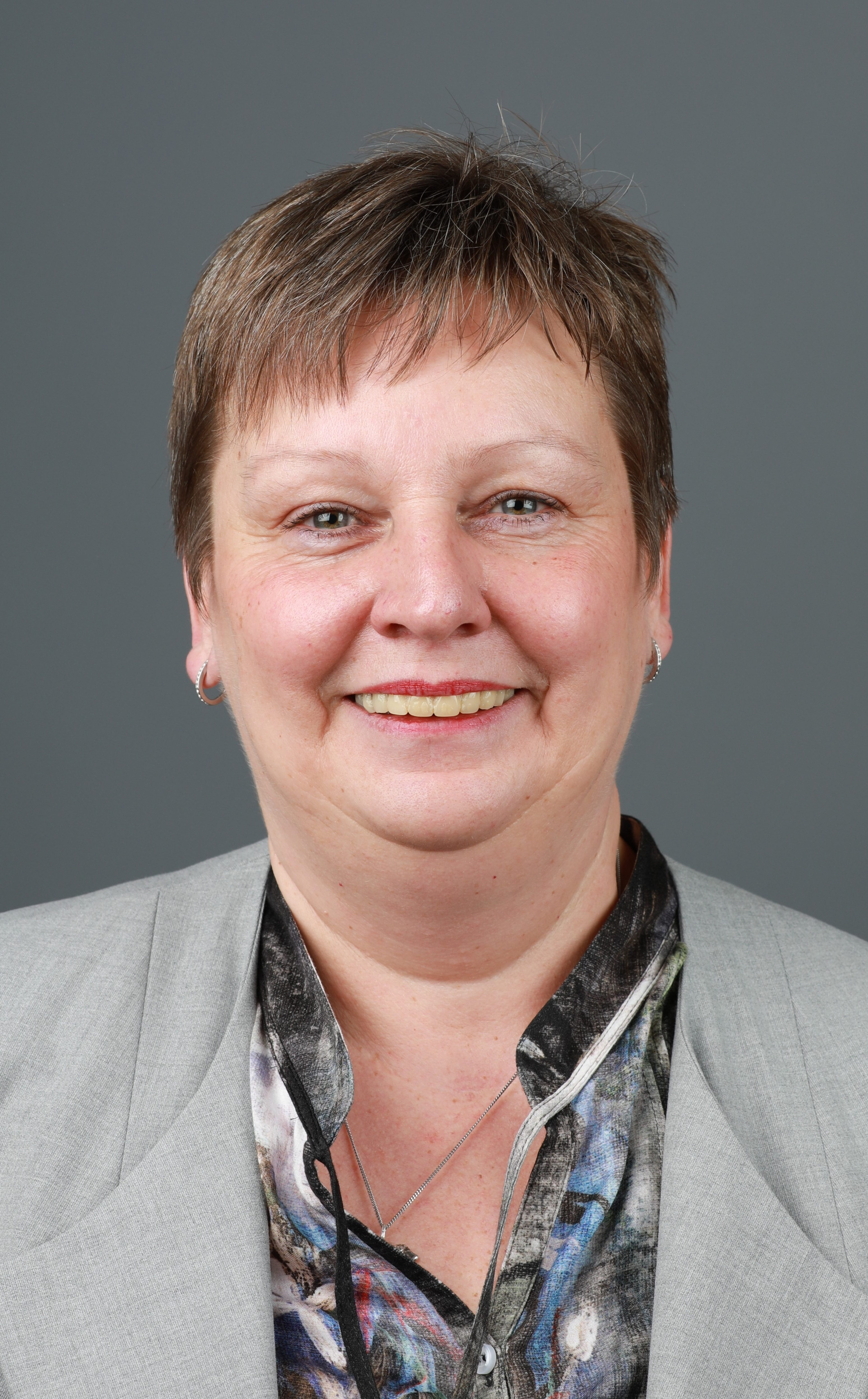
Sabine Smentek (2017)

Sabine Smentek (* 1961 in Berlin) ist eine deutsche Unternehmensberaterin und politische Beamtin (SPD). Von Dezember 2016 bis Dezember 2021 war sie Staatssekretärin mit der Zuständigkeit für Informations- und Kommunikationstechnik in der Berliner Senatsverwaltung für Inneres und Sport.

## Leben

### Ausbildung
Smentek absolvierte das Abitur am Marie-Curie-Gymnasium in Berlin und machte von 1979 bis 1981 zunächst eine Ausbildung zur Bankkauffrau bei der Berliner Sparkasse. Anschließend studierte sie von 1981 bis 1986 Betriebswirtschaftslehre an der Freien Universität Berlin und schloss das Studium 1986 als Diplom-Kauffrau mit den Schwerpunkten Organisation, Personal und Konfliktmanagement ab.

### Beruflicher Werdegang
Nach dem Studium war sie von 1986 bis 1989 als Projektleiterin der Deutschen Angestellten-Akademie mit dem Aufbau eines neuen arbeitsmarktpolitischen Projektes zur Weiterbildungsberatung beschäftigt. Im Jahr 1989 übernahm sie eine Stabsfunktion in der Senatsverwaltung für Arbeit, Verkehr und Betriebe und 1990 die Büroleitung der Senatorin für Bundes- und Europaangelegenheiten. Anschließend war sie von 1991 bis 1992 als Referentin in der Zentrale der Treuhandanstalt (THA) für die Koordination der Interessen des Landes Berlin mit der THA zuständig.
Ab 1993 war sie als Unternehmensberaterin bei Price Waterhouse (heute PriceWaterhouseCoopers – pwc) im Bereich „Public Sector“ tätig. Danach war sie von 1995 bis 2013 als selbstständige Unternehmensberaterin tätig und wirkte im Projektmanagement von Reformprojekten der Öffentlichen Verwaltung und der Gründungsberatung und Beratung von kleinen Unternehmen in Krisensituationen.

### Politik
Smentek wurde 2014 von der Bezirksverordnetenversammlung Mitte zur Bezirksstadträtin für Jugend, Schule, Sport und Facility Management des Bezirks Mitte gewählt.
Am 9. Dezember 2016 wurde sie bei Bildung des neuen Senats von Berlin (Senat Müller II) zur Staatssekretärin für Informations- und Kommunikationstechnik in der Berliner Senatsverwaltung für Inneres und Sport ernannt. Im Zuge der Bildung des Senats Giffey schied sie im Dezember 2021 aus dem Amt aus.
Smentek trat der SPD 1983 bei. Sie leistete von 1986 bis 2009 kommunalpolitische Arbeit (unter anderem als stellvertretende Kreisvorsitzende) bei der SPD Kreuzberg und war von 1989 bis 1991 Vorsitzende des Fachausschusses Wirtschaft und Arbeit der SPD Berlin. Im Jahr 2015 wurde sie stellvertretende Kreisvorsitzende der SPD Mitte.
Seit Oktober 2022 ist sie Sprecherin des Arbeitskreises Säkularität und Humanismus in der SPD.